# Boopsoidea inornata
Boopsoidea inornata е вид бодлоперка от семейство Sparidae. Видът не е застрашен от изчезване.

## Разпространение и местообитание
Разпространен е в Южна Африка.
Среща се на дълбочина от 11 до 107 m, при температура на водата около 12,1 °C и соленост 35 ‰.

## Описание
На дължина достигат до 40 cm.